# Cacaxtla

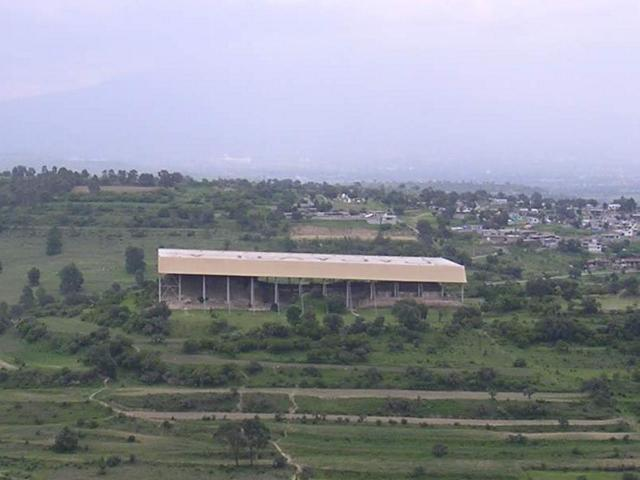
A Grande Plataforma, protegida por uma cobertura metálica

Cacaxtla é um sítio arqueológico situado no município de Nativitas, no sul do estado mexicano de Tlaxcala. Destaca-se pelos seus murais bem conservados.

## História

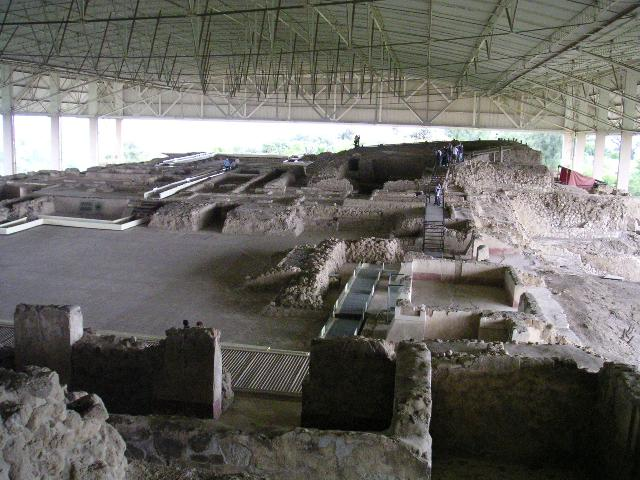
Vista sobre a Grande Plataforma.

Crê-se que Cacaxtla foi a capital do povo Olmeca-Xicalanca, possivelmente descendente dos olmecas ou dos maias que chegaram à região central do México provenientes da costa do golfo ou da península do Iucatão cerca do ano 400. A partir de aproximadamente 650 Cacaxtla torna-se progressivamente uma cidade fortificada, à semelhança de Xochicalco. Pouco se sabe dos olmecas-xicalancas; o termo foi utilizado pela primeira vez pelo historiador tlaxcalteca Diego Muñoz Camargo em finais do século XVI, quando descreveu Cacaxtla como o principal povoado olmeca. No entanto, muitos arqueólogos consideram que a cultura olmeca desapareceu cerca de 400 a.C., isto é, 800 anos antes.
Após a queda da vizinha Cholula, em 600 aproximadamente, na qual os cacaxtlecas deverão ter estado envolvidos, a cidade converteu-se no centro de poder hegemónico desta zona do vale de Puebla-Tlaxcala. Alguns investigadores, baseando-se nos murais aqui encontrados, pensam que Cacaxtla terá estado também envolvida na queda de Teotihuacan. O seu apogeu terminou cerca do ano 900 e em 1000 a cidade foi abandonada.

### História moderna de Cacaxtla
O sítio foi redescoberto em 1975 por saqueadores originários da povoação de San Miguel del Milagro, que encontraram o rosto de um personagem plasmado num muro (hoje conhecido como "Homem Pássaro"). Este achado rapidamente chamou a atenção dos arqueólogos durante esse mesmo ano.

## A cidade

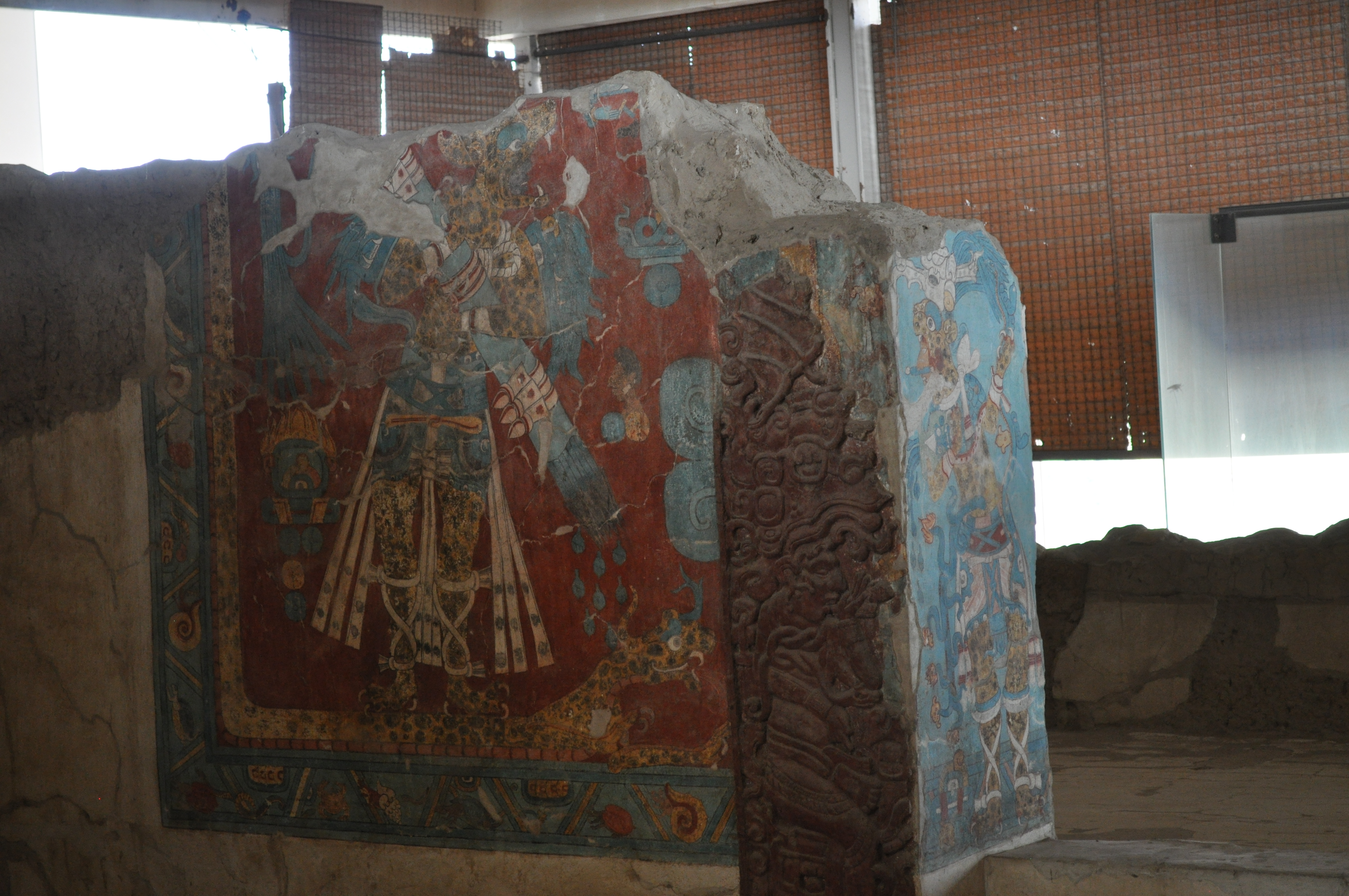
Mural do Homem - Jaguar no Porticó A

O centro da cidade de Cacaxtla é a Grande Plataforma, com 200 metros de comprimento por 25 metros de largura. Trata-se de uma plataforma natural que constituía uma excelente posição defensiva e um local privilegiado para observação do território circundante. Os principais edifícios religiosos e civis da cidade estavam situados sobre esta plataforma, assim como as residências da classe sacerdotal. Muitas outras pirâmides mais pequenas e templos encontram-se nas redondezas da plataforma principal.
Como a plataforma principal de Cacaxtla não foi escavada até à década de 1980, muitas das decorações coloridas dos muros foram preservadas e podem ser apreciadas pelos visitantes in situ. Particularmente interessante é o facto de que muitos dos murais parecem combinar a simbologia do planalto mexicano com influências maias, tornando Cacaxtla única neste aspecto.

### O Mural da Batalha
O mais famoso dos murais preservados em Cacaxtla é o "Mural da Batalha", situado na parte norte da plataforma e anterior ao ano 700. Encontra-se pintado numa parede inclinada feita de calcário que faz parte da base de um templo e que se encontra dividida em dois por uma escadaria central. O mural retrata dois grupos de guerreiro em batalha: de um lado estão os guerreiros jaguar olmecas, armados com lanças, facas de obsidiana e escudos redondos, que vencem claramente um exército invasor huasteco de guerreiros pássaro (alguns dos quais estão nus e em várias etapas de desmembramento).

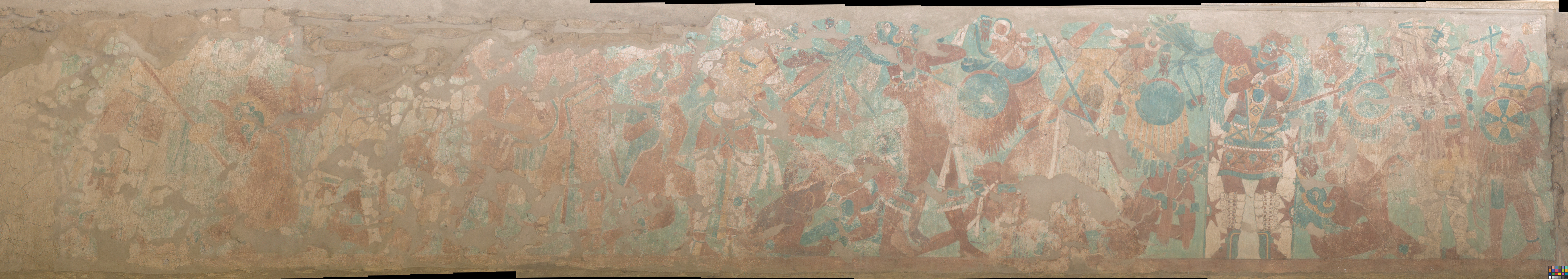
Mural da batalha, lado esquerdo

Mural da batalha, lado dereito